# Kompienga (province)
Pour les articles homonymes, voir Kompienga.
La Kompienga est une des 45 provinces du Burkina Faso, située dans la région de l’Est.

## Géographie

### Démographie
- En 1985, la province comptait 23 818 habitants recensés (3,42 hab./km2)[3],[4]
- En 1996, la province comptait 40 766 habitants estimés (5,85 hab./km2)[3],[5].
- En 1997, la province comptait 73 949 habitants estimés (10,61 hab./km2), après correction des sous-estimations (avec des villages oubliés dans le décompte, à la suite d'erreurs de traitement peut-être liées à la confusion entre la province entière d'une part et le département (ou la commune) homonyme très probablement omis du total). Des études ultérieures ont également montré de nombreuses sous-estimations dans les résultats du recensement de 1996 et sans doute aussi celui de 1985, notamment dans les départements très ruraux à l'habitat très dispersé ou ceux ayant des populations agricoles nomades de façon saisonnière ou migrantes dans les zones frontalières, encore mal comptabilisées avec les méthodes d'alors.
- En 2003, la province comptait 75 662 habitants estimés (10,86 hab./km2)[6].
- En 2006, la province comptait 75 867 habitants recensés (10,89 hab./km2)[3],[7].
- En 2010, la province comptait 89 955 habitants estimés (12,91 hab./km2)[8].
- En 2019, la province comptait 117 672 habitants recensés (16,89 hab./km2)[2].

### Principales localités
Ne sont listées ici que les localités de la province ayant atteint au moins 3 000 habitants dans les derniers recensements (ou estimations de source officielles). Les données détaillées par ville, secteur ou village du dernier recensement général de 2019 ne sont pas encore publiées par l'INSD (en dehors des données préliminaires par département).
| Ville ou village             | Coordonnées                 | Altitude | Population | Population |
| Ville ou village             | Coordonnées                 | Altitude | Est. 2003  | Rec. 2006  |
| ---------------------------- | --------------------------- | -------- | ---------- | ---------- |
| Kompienga                    | 11° 04′ 54″ N, 0° 43′ 25″ E |          | 5 000 hab. | 8 844 hab. |
| Pama                         | 11° 14′ 41″ N, 0° 42′ 42″ E |          | 6 394 hab. | 8 541 hab. |
| Nadiagou                     | 11° 09′ 28″ N, 0° 50′ 21″ E |          | 3 255 hab. | 7 063 hab. |
| Kompiembiga (ou Kompienbiga) | 11° 16′ 49″ N, 0° 36′ 03″ E |          | 4 745 hab. | 6 462 hab. |
| Pognoa-Sankoado              | 11° 01′ 38″ N, 0° 35′ 02″ E |          | 2 223 hab. | 3 013 hab. |
| Tambarga                     | 11° 26′ 44″ N, 1° 12′ 58″ E |          | 3 052 hab. | 2 749 hab. |

## Administration

### Chef-lieu et haut-commissariat
Pama est le chef-lieu de la province, administrativement dirigée par un haut-commissaire, nommé par le gouvernement et placé sous l'autorité du gouverneur de la région. Le haut-commissaire coordonne l'administration locale des préfets nommés dans chacun des départements.
| Période        | Période  | Identité          | Fonction précédente  | Observation |
| -------------- | -------- | ----------------- | -------------------- | ----------- |
| 8 juillet 2016 | En cours | M. Lamine Soulama | Administrateur civil | [ 1 ]       |

| Période        | Période  | Identité                        | Fonction précédente  | Observation |
| -------------- | -------- | ------------------------------- | -------------------- | ----------- |
| 8 juillet 2016 | En cours | M. Koudtiga Théophile Ouédraogo | Administrateur civil | [ 1 ]       |

### Départements ou communes

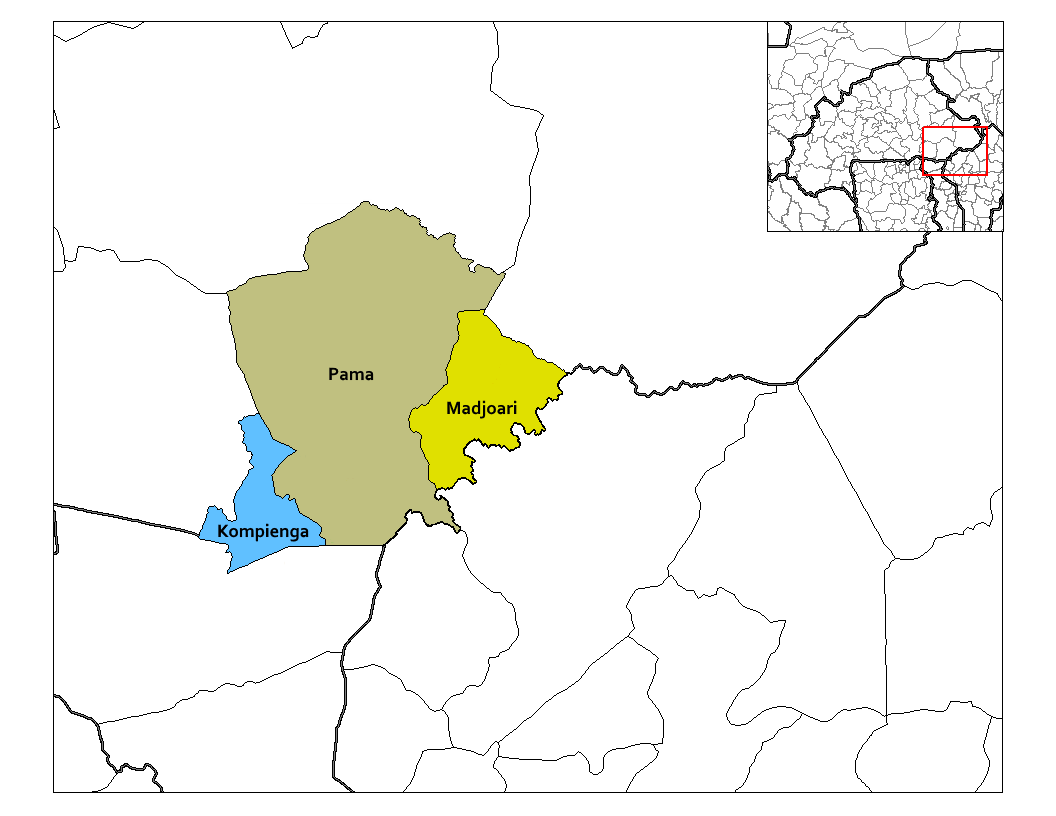
Localisation des trois départements ou communes de la province de la Bompienga, formant également le district sanitaire de Pama.

La province de la Kompienga est administrativement composée de trois départements ou communes comprenant deux communes rurales et une commune urbaine correspondant à la commune de Pama. 
La commune de Pama est une commune urbaine dont la ville chef-lieu, subdivisée en quatre secteurs urbains. La plus grande partie de son territoire, en dehors d'une frange sud-ouest rurale, est couverte par deux immenses réserves naturelles nationales.
| Département ou commune | Type de commune            | Subdivisions,                       | Chef-lieu                    | Population | Population | Population |
| Département ou commune | Type de commune            | Subdivisions,                       | Chef-lieu                    | Est. 2003  | Rec. 2006  | Rec. 2019  |
| --- | -------------------------- | ----------------------------------- | ---------------------------- | ---------- | ---------- | ---------- |
| Kompienga | rurale                     | 17 villages                         | Kompienga                    | 22 713     | 29 286     | 45 970     |
| Madjoari | rurale                     | 8 villages                          | Madjoari                     | 8 541      | 9 285      | 9 980      |
| Pama | urbaine                    | 1 ville (4 secteurs) et 12 villages | Pama (chef-lieu de province) | 26 385     | 37 296     | 61 722(p.) |
| 3 départements ou communes | 3 départements ou communes | 1 ville (4 secteurs) et 37 villages | Total                        | 57 639     | 75 867     | 117 672    |
| - (p.) : département ou commune partiellement recensé en raison de difficultés sécuritaires ; population totale estimée par une analyse complémentaire. |                            |                                     |                              |            |            |            |

## Santé et éducation
Les trois communes de la province forment le district sanitaire de Pama au sein de la région.